# Olympische Sommerspiele 2016/Fußball – Männer
Diese Seite enthält alle Spiele des olympischen Fußballturniers der Männer von 2016 in Rio de Janeiro mit allen statistischen Details.

## Vorrunde

### Gruppe A

#### Irak – Dänemark 0:0
| Irak                                                                             | Irak | Dänemark | Dänemark |
| -------------------------------------------------------------------------------- | --- | --- | -------- |
| Irak                                                                             | \| Do., 4. August 2016 um 13:00 Uhr (18:00 Uhr MESZ) in Brasília (Estádio Nacional) \| \| Zuschauer: 18.000 \| \| Schiedsrichter: César Arturo Ramos ( Mexiko) \| \| Spielbericht \|                                                                     | \| Do., 4. August 2016 um 13:00 Uhr (18:00 Uhr MESZ) in Brasília (Estádio Nacional) \| \| Zuschauer: 18.000 \| \| Schiedsrichter: César Arturo Ramos ( Mexiko) \| \| Spielbericht \|                                                                                          | Dänemark |
| Irak                                                                             | Mohammed Hameed – Ali Adnan, Ismail Dhurgham, Ahmad Ibrahim Khalaf, Mustafa Nadhim – Amjad Attwan, Saad Abdul-Amir – Ali Husni (66. Mahdi Kamil), Humam Tariq, Sherko Gubari – Hammadi Ahmad (65. Mohammed Abdul-Raheem) Cheftrainer: Abdul-Ghani Shahad | Jeppe Højbjerg – Jakob Blåbjerg, Eddi Gomes, Pascal Gregor, Mikkel Desler – Jens Jønsson (85. Kasper Larsen), Andreas Maxsø – Casper Nielsen (60. Emil Larsen), Frederik Børsting – Lasse Vibe , Nicolai Brock-Madsen (79. Jacob Bruun Larsen) Cheftrainer: Niels Frederiksen | Dänemark |
| Irak                                                                             | Khalaf (54.) | Jønsson (77.), K. Larsen (87.) | Dänemark |
| Do., 4. August 2016 um 13:00 Uhr (18:00 Uhr MESZ) in Brasília (Estádio Nacional) | | |          |
| Zuschauer: 18.000                                                                | | |          |
| Schiedsrichter: César Arturo Ramos ( Mexiko)                                     | | |          |
| Spielbericht                                                                     | | |          |

#### Brasilien – Südafrika 0:0
| Brasilien                                                                        | Brasilien | Südafrika | Südafrika |
| -------------------------------------------------------------------------------- | --- | --- | --------- |
| Brasilien                                                                        | \| Do., 4. August 2016 um 16:00 Uhr (21:00 Uhr MESZ) in Brasília (Estádio Nacional) \| \| Zuschauer: 69.389 \| \| Schiedsrichter: Antonio Mateu Lahoz ( Spanien) \| \| Spielbericht \|                                        | \| Do., 4. August 2016 um 16:00 Uhr (21:00 Uhr MESZ) in Brasília (Estádio Nacional) \| \| Zuschauer: 69.389 \| \| Schiedsrichter: Antonio Mateu Lahoz ( Spanien) \| \| Spielbericht \|                                                             | Südafrika |
| Brasilien                                                                        | Wéverton – Douglas Santos (84. William), Marquinhos, Rodrigo Caio, Zeca – Renato Augusto (67. Rafinha), Thiago Maia – Neymar , Felipe Anderson (60. Luan Vieira), Gabriel Barbosa – Gabriel Jesus Cheftrainer: Rogério Micale | Itumeleng Khune – Deolin Mekoa, Rivaldo Coetzee, Eric Mathoho, Abbubaker Mobara – Mothobi Mvala, Aubrey Modiba (70. Phumlani Ntshangase) – Keagan Dolly , Gift Motupa, Menzi Masuku (58. Tashreeq Morris) – Lebo Mothiba Cheftrainer: Owen Da Gama | Südafrika |
| Brasilien                                                                        | Thiago Maia (73.), Marquinhos (90.+3') | Mothobi (56.), Mathoho (90.) | Südafrika |
| Brasilien                                                                        | Mothobi (59.) | | Südafrika |
| Do., 4. August 2016 um 16:00 Uhr (21:00 Uhr MESZ) in Brasília (Estádio Nacional) | | |           |
| Zuschauer: 69.389                                                                | | |           |
| Schiedsrichter: Antonio Mateu Lahoz ( Spanien)                                   | | |           |
| Spielbericht                                                                     | | |           |

#### Dänemark – Südafrika 1:0 (0:0)
| Dänemark                                                                              | Dänemark | Südafrika | Südafrika |
| ------------------------------------------------------------------------------------- | --- | --- | --------- |
| Dänemark                                                                              | \| So., 7. August 2016 um 19:00 Uhr (Mo., 00:00 Uhr MESZ) in Brasília (Estádio Nacional) \| \| Ergebnis: 1:0 (0:0) \| \| Zuschauer: 32.314 \| \| Schiedsrichter: Ryūji Satō ( Japan) \| \| Spielbericht \|                                                                | \| So., 7. August 2016 um 19:00 Uhr (Mo., 00:00 Uhr MESZ) in Brasília (Estádio Nacional) \| \| Ergebnis: 1:0 (0:0) \| \| Zuschauer: 32.314 \| \| Schiedsrichter: Ryūji Satō ( Japan) \| \| Spielbericht \|                                                                 | Südafrika |
| Dänemark                                                                              | Jeppe Højbjerg – Jakob Blåbjerg, Eddi Gomes, Pascal Gregor, Mikkel Desler – Jens Jønsson, Andreas Maxsø – Emil Larsen (61 Robert Skov), Frederik Børsting (83. Jacob Laursen) – Lasse Vibe , Nicolai Brock-Madsen (64. Jacob Bruun Larsen) Cheftrainer: Niels Frederiksen | Itumeleng Khune – Tebogo Moerane (46. Menzi Masuku), Rivaldo Coetzee, Eric Mathoho, Abbubaker Mobara – Kwanda Mngonyama (77. Phumlani Ntshangase), Gift Motupa – Deolin Mekoa, Keagan Dolly , Aubrey Modiba – Lebo Mothiba (61. Tashreeq Morris) Cheftrainer: Owen Da Gama | Südafrika |
| Dänemark                                                                              | 1:0 Skov (69.) | | Südafrika |
| Dänemark                                                                              | Morris (68.) | | Südafrika |
| So., 7. August 2016 um 19:00 Uhr (Mo., 00:00 Uhr MESZ) in Brasília (Estádio Nacional) | | |           |
| Ergebnis: 1:0 (0:0)                                                                   | | |           |
| Zuschauer: 32.314                                                                     | | |           |
| Schiedsrichter: Ryūji Satō ( Japan)                                                   | | |           |
| Spielbericht                                                                          | | |           |

#### Brasilien – Irak 0:0
| Brasilien                                                                             | Brasilien | Irak | Irak |
| ------------------------------------------------------------------------------------- | --- | --- | ---- |
| Brasilien                                                                             | \| So., 7. August 2016 um 22:00 Uhr (Mo., 03:00 Uhr MESZ) in Brasília (Estádio Nacional) \| \| Zuschauer: 65.829 \| \| Schiedsrichter: Ovidiu Hațegan ( Rumänien) \| \| Spielbericht \|                                       | \| So., 7. August 2016 um 22:00 Uhr (Mo., 03:00 Uhr MESZ) in Brasília (Estádio Nacional) \| \| Zuschauer: 65.829 \| \| Schiedsrichter: Ovidiu Hațegan ( Rumänien) \| \| Spielbericht \|                                                                                                | Irak |
| Brasilien                                                                             | Wéverton – Douglas Santos (80. William), Marquinhos, Rodrigo Caio, Zeca – Renato Augusto, Thiago Maia – Neymar , Felipe Anderson (46. Luan Vieira), Gabriel Barbosa – Gabriel Jesus (55. Rafinha) Cheftrainer: Rogério Micale | Mohammed Hameed – Ismail Dhurgham, Ahmad Ibrahim Khalaf, Mustafa Nadhim, Alaa Ali Mhawi – Ali Adnan, Amjad Attwan, Saad Abdul-Amir (70. Ali Faez Atiyah), Saad Natiq Naji, Sherko Gubari (63. Humam Tariq) – Mohammed Abdul-Raheem (84. Hammadi Ahmad) Cheftrainer: Abdul-Ghani Shahad | Irak |
| Brasilien                                                                             | Thiago Maia (17.), Douglas Santos (69.), Rodrigo Caio (70.) | Mhwai (35.), Abdul-Amir (37.), Gubari (59.), Hameed (76.), Tariq (83.) | Irak |
| So., 7. August 2016 um 22:00 Uhr (Mo., 03:00 Uhr MESZ) in Brasília (Estádio Nacional) | | |      |
| Zuschauer: 65.829                                                                     | | |      |
| Schiedsrichter: Ovidiu Hațegan ( Rumänien)                                            | | |      |
| Spielbericht                                                                          | | |      |

#### Dänemark – Brasilien 0:4 (0:2)
| Dänemark                                                                                        | Dänemark | Brasilien | Brasilien |
| ----------------------------------------------------------------------------------------------- | --- | --- | --------- |
| Dänemark                                                                                        | \| Mi., 10. August 2016 um 22:00 Uhr (Do., 03:00 Uhr MESZ) in Salvador de Bahia (Arena Fonte Nova) \| \| Ergebnis: 0:4 (0:2) \| \| Zuschauer: 41.067 \| \| Schiedsrichter: Alireza Faghani ( Iran) \| \| Spielbericht \|                                                             | \| Mi., 10. August 2016 um 22:00 Uhr (Do., 03:00 Uhr MESZ) in Salvador de Bahia (Arena Fonte Nova) \| \| Ergebnis: 0:4 (0:2) \| \| Zuschauer: 41.067 \| \| Schiedsrichter: Alireza Faghani ( Iran) \| \| Spielbericht \|     | Brasilien |
| Dänemark                                                                                        | Jeppe Højbjerg – Jakob Blåbjerg, Eddi Gomes, Pascal Gregor, Mikkel Desler (64. Kasper Larsen) – Jens Jønsson, Andreas Maxsø – Jacob Bruun Larsen, Frederik Børsting (81. Mathias Hebo Rasmussen) – Nicolai Brock-Madsen (46. Robert Skov), Lasse Vibe Cheftrainer: Niels Frederiksen | Wéverton – Douglas Santos, Rodrigo Caio, Marquinhos (83. Luan Garcia), Zeca (74. William) – Walace, Renato Augusto (79. Rodrigo Dourado) – Neymar , Gabriel Barbosa – Gabriel Jesus, Luan Vieira Cheftrainer: Rogério Micale | Brasilien |
| Dänemark                                                                                        | 0:1 Gabriel Barbosa (26.) 0:2 Gabriel Jesus (40.) 0:3 Luan Viera (50.) 0:4 Gabriel Barbosa (80.) | | Brasilien |
| Dänemark                                                                                        | Maxsø (39.) | Gabriel Jesus (38.) | Brasilien |
| Mi., 10. August 2016 um 22:00 Uhr (Do., 03:00 Uhr MESZ) in Salvador de Bahia (Arena Fonte Nova) | | |           |
| Ergebnis: 0:4 (0:2)                                                                             | | |           |
| Zuschauer: 41.067                                                                               | | |           |
| Schiedsrichter: Alireza Faghani ( Iran)                                                         | | |           |
| Spielbericht                                                                                    | | |           |

#### Südafrika – Irak 1:1 (1:1)
| Südafrika                                                                                 | Südafrika | Irak | Irak |
| ----------------------------------------------------------------------------------------- | --- | --- | ---- |
| Südafrika                                                                                 | \| Mi., 10. August 2016 um 22:00 Uhr (Do., 03:00 Uhr MESZ) in São Paulo (Arena de São Paulo) \| \| Zuschauer: 37.742 \| \| Schiedsrichter: Roddy Zambrano ( Ecuador) \| \| Spielbericht \|                                                                                     | \| Mi., 10. August 2016 um 22:00 Uhr (Do., 03:00 Uhr MESZ) in São Paulo (Arena de São Paulo) \| \| Zuschauer: 37.742 \| \| Schiedsrichter: Roddy Zambrano ( Ecuador) \| \| Spielbericht \|                                                                                     | Irak |
| Südafrika                                                                                 | Itumeleng Khune – Deolin Mekoa, Tercious Malepe, Rivaldo Coetzee, Abbubaker Mobara – Phumlani Ntshangase, Mothobi Mvala – Keagan Dolly (83. Tashreeq Morris), Menzi Masuku (59. Thabiso Kutumela), Andile Fikizolo (61. Aubrey Modiba) – Gift Motupa Cheftrainer: Owen Da Gama | Mohammed Hameed – Ismail Dhurgham, Ahmad Ibrahim Khalaf, Saad Natiq Naji, Alaa Ali Mhawi – Amjad Attwan, Saad Abdul-Amir – Ali Adnan (62. Hammadi Ahmad), Mahdi Kamil (84. Humam Tariq), Ali Husni (62. Sherko Gubari) – Mohammed Abdul-Raheem Cheftrainer: Abdul-Ghani Shahad | Irak |
| Südafrika                                                                                 | 1:0 Motupa (6.) | 1:1 Abdul-Amir (14.) | Irak |
| Südafrika                                                                                 | Mvala (13.) | | Irak |
| Mi., 10. August 2016 um 22:00 Uhr (Do., 03:00 Uhr MESZ) in São Paulo (Arena de São Paulo) | | |      |
| Zuschauer: 37.742                                                                         | | |      |
| Schiedsrichter: Roddy Zambrano ( Ecuador)                                                 | | |      |
| Spielbericht                                                                              | | |      |

### Gruppe B

#### Schweden – Kolumbien 2:2 (1:1)
| Schweden                                                                             | Schweden | Kolumbien | Kolumbien |
| ------------------------------------------------------------------------------------ | --- | --- | --------- |
| Schweden                                                                             | \| Do., 4. August 2016 um 18:00 Uhr (Fr., 00:00 Uhr MESZ) in Manaus (Arena da Amazônia) \| \| Ergebnis: 2:2 (1:1) \| \| Zuschauer: 40.996 \| \| Schiedsrichter: Fahad al-Mirdasi ( Saudi-Arabien) \| \| Spielbericht \|                                                     | \| Do., 4. August 2016 um 18:00 Uhr (Fr., 00:00 Uhr MESZ) in Manaus (Arena da Amazônia) \| \| Ergebnis: 2:2 (1:1) \| \| Zuschauer: 40.996 \| \| Schiedsrichter: Fahad al-Mirdasi ( Saudi-Arabien) \| \| Spielbericht \|                                       | Kolumbien |
| Schweden                                                                             | Andreas Linde – Pa Konate, Joakim Nilsson, Alexander Milošević, Adam Lundqvist – Abdul Khalili, Alexander Fransson – Robin Quaison (78. Ken Sema), Simon Tibbling – Mikael Ishak (86. Muamer Tanković), Astrit Ajdarević (90.+2' Valmir Berisha) Cheftrainer: Håkan Ericson | Cristian Bonilla – Deiver Machado, William Tesillo, Deivy Balanta, Helibelton Palacios – Sebastián Pérez, Wílmar Barrios – Andrés Roa (65. Kevin Balanta), Teófilo Gutiérrez , Dorlan Pabón – Miguel Borja (65. Harold Preciado) Cheftrainer: Carlos Restrepo | Kolumbien |
| Schweden                                                                             | 1:1 Ishak (43.) 2:1 Ajdarević (62.) | 0:1 Gutiérrez (17.) 2:2 Pabón (75., Handelfmeter) | Kolumbien |
| Schweden                                                                             | D. Balanta (48.), Palacios (50.), Pérez (83.) | | Kolumbien |
| Do., 4. August 2016 um 18:00 Uhr (Fr., 00:00 Uhr MESZ) in Manaus (Arena da Amazônia) | | |           |
| Ergebnis: 2:2 (1:1)                                                                  | | |           |
| Zuschauer: 40.996                                                                    | | |           |
| Schiedsrichter: Fahad al-Mirdasi ( Saudi-Arabien)                                    | | |           |
| Spielbericht                                                                         | | |           |

#### Nigeria – Japan 5:4 (3:2)
| Nigeria                                                                              | Nigeria | Japan | Japan |
| ------------------------------------------------------------------------------------ | --- | --- | ----- |
| Nigeria                                                                              | \| Do., 4. August 2016 um 21:00 Uhr (Fr., 03:00 Uhr MESZ) in Manaus (Arena da Amazônia) \| \| Zuschauer: 29.996 \| \| Schiedsrichter: Clément Turpin ( Frankreich) \| \| Spielbericht \|                                                                                       | \| Do., 4. August 2016 um 21:00 Uhr (Fr., 03:00 Uhr MESZ) in Manaus (Arena da Amazônia) \| \| Zuschauer: 29.996 \| \| Schiedsrichter: Clément Turpin ( Frankreich) \| \| Spielbericht \|                                                                                    | Japan |
| Nigeria                                                                              | Emmanuel Daniel – Stanley Amuzie, Seth Sincere, William Troost-Ekong, Abdullahi Shehu – Okechukwu Azubuike, Usman Muhammed (73. Kingsley Madu) – Oghenekaro Etebo, John Obi Mikel (87. Popoola Sodiq), Imoh Ezekiel (78. Ndifreke Udo) – Umar Sadiq Cheftrainer: Samson Siasia | Masatoshi Kushibiki – Hiroki Fujiharu, Tsukasa Shiotani, Naomichi Ueda, Sei Muroya – Wataru Endō , Riki Harakawa (53. Takuma Asano) – Shoya Nakajima (76. Shinya Yajima), Ryōta Ōshima, Takumi Minamino – Shinzō Kōroki (71. Musashi Suzuki) Cheftrainer: Makoto Teguramori | Japan |
| Nigeria                                                                              | 1:0 Sadiq (6.) 2:1 Etebo (10.) 3:2 Etebo (42.) 4:2 Etebo (51.) 5:2 Etebo (66.) | 1:1 Kōroki (9.) 2:2 Minamino (11.) 5:3 Asano (70.) 5:4 Suzuki (90.+5') | Japan |
| Nigeria                                                                              | Azumie (8.) | | Japan |
| Do., 4. August 2016 um 21:00 Uhr (Fr., 03:00 Uhr MESZ) in Manaus (Arena da Amazônia) | | |       |
| Zuschauer: 29.996                                                                    | | |       |
| Schiedsrichter: Clément Turpin ( Frankreich)                                         | | |       |
| Spielbericht                                                                         | | |       |

#### Schweden – Nigeria 0:1 (0:1)
| Schweden                                                                             | Schweden | Nigeria | Nigeria |
| ------------------------------------------------------------------------------------ | --- | --- | ------- |
| Schweden                                                                             | \| So., 7. August 2016 um 18:00 Uhr (Mo., 00:00 Uhr MESZ) in Manaus (Arena da Amazônia) \| \| Zuschauer: 23.892 \| \| Schiedsrichter: Matthew Conger ( Neuseeland) \| \| Spielbericht \|                                                                                   | \| So., 7. August 2016 um 18:00 Uhr (Mo., 00:00 Uhr MESZ) in Manaus (Arena da Amazônia) \| \| Zuschauer: 23.892 \| \| Schiedsrichter: Matthew Conger ( Neuseeland) \| \| Spielbericht \|                                                                                    | Nigeria |
| Schweden                                                                             | Andreas Linde – Pa Konate, Joakim Nilsson, Alexander Milošević, Adam Lundqvist (81. Jacob Une Larsson) – Robin Quaison (69. Muamer Tanković), Abdul Khalili, Alexander Fransson (62. Ken Sema), Simon Tibbling – Mikael Ishak, Astrit Ajdarević Cheftrainer: Håkan Ericson | Emmanuel Daniel – Stanley Amuzie, Seth Sincere, William Troost-Ekong, Abdullahi Shehu (88. Ndifreke Udo) – Okechukwu Azubuike, Usman Muhammed – Oghenekaro Etebo, John Obi Mikel (80. Kingsley Madu), Imoh Ezekiel – Umar Sadiq (74. Aminu Umar) Cheftrainer: Samson Siasia | Nigeria |
| Schweden                                                                             | 0:1 Sadiq (39.) | | Nigeria |
| Schweden                                                                             | Lundqvist (60.), Sema (79.) | Umar (85.) | Nigeria |
| So., 7. August 2016 um 18:00 Uhr (Mo., 00:00 Uhr MESZ) in Manaus (Arena da Amazônia) | | |         |
| Zuschauer: 23.892                                                                    | | |         |
| Schiedsrichter: Matthew Conger ( Neuseeland)                                         | | |         |
| Spielbericht                                                                         | | |         |

#### Japan – Kolumbien 2:2 (0:0)
| Japan                                                                                | Japan | Kolumbien | Kolumbien |
| ------------------------------------------------------------------------------------ | --- | --- | --------- |
| Japan                                                                                | \| So., 7. August 2016 um 21:00 Uhr (Mo., 03:00 Uhr MESZ) in Manaus (Arena da Amazônia) \| \| Zuschauer: 26.603 \| \| Schiedsrichter: Sergei Karassjow ( Russland) \| \| Spielbericht \|                                                                                    | \| So., 7. August 2016 um 21:00 Uhr (Mo., 03:00 Uhr MESZ) in Manaus (Arena da Amazônia) \| \| Zuschauer: 26.603 \| \| Schiedsrichter: Sergei Karassjow ( Russland) \| \| Spielbericht \|                                                                         | Kolumbien |
| Japan                                                                                | Kōsuke Nakamura – Hiroki Fujiharu (80. Masashi Kamekawa), Tsukasa Shiotani, Naomichi Ueda, Sei Muroya – Wataru Endō , Yōsuke Ideguchi (62. Takumi Minamino) – Shoya Nakajima, Shinya Yajima (62. Ryōta Ōshima) – Shinzō Kōroki, Takuma Asano Cheftrainer: Makoto Teguramori | Cristian Bonilla – Deiver Machado, William Tesillo, Deivy Balanta, Felipe Aguilar (46. Helibelton Palacios) – Kevin Balanta, Sebastián Pérez (46. Arley Rodríguez), Wílmar Barrios – Teófilo Gutiérrez – Dorlan Pabón, Miguel Borja Cheftrainer: Carlos Restrepo | Kolumbien |
| Japan                                                                                | 1:2 Asano (67.) 2:2 Nakajima (74.) | 0:1 Gutiérrez (59.) 0:2 Fujiharu (65.) | Kolumbien |
| Japan                                                                                | Ideguchi (23.), Endō (31.), Muroya (39.), Fujiharu (53.) | Tesillo (23.), D. Balanta (76.) | Kolumbien |
| So., 7. August 2016 um 21:00 Uhr (Mo., 03:00 Uhr MESZ) in Manaus (Arena da Amazônia) | | |           |
| Zuschauer: 26.603                                                                    | | |           |
| Schiedsrichter: Sergei Karassjow ( Russland)                                         | | |           |
| Spielbericht                                                                         | | |           |

#### Japan – Schweden 1:0 (0:0)
| Japan                                                                                           | Japan | Schweden | Schweden |
| ----------------------------------------------------------------------------------------------- | --- | --- | -------- |
| Japan                                                                                           | \| Mi., 10. August 2016 um 19:00 Uhr (Do., 00:00 Uhr MESZ) in Salvador de Bahia (Arena Fonte Nova) \| \| Zuschauer: 17.821 \| \| Schiedsrichter: Malang Diedhiou ( Senegal) \| \| Spielbericht \|                                                                          | \| Mi., 10. August 2016 um 19:00 Uhr (Do., 00:00 Uhr MESZ) in Salvador de Bahia (Arena Fonte Nova) \| \| Zuschauer: 17.821 \| \| Schiedsrichter: Malang Diedhiou ( Senegal) \| \| Spielbericht \|                                                                           | Schweden |
| Japan                                                                                           | Kōsuke Nakamura – Masashi Kamekawa, Naomichi Ueda, Tsukasa Shiotani, Sei Muroya – Wataru Endō , Ryōta Ōshima – Shoya Nakajima, Takumi Minamino (58. Shinya Yajima) – Takuma Asano (61. Musashi Suzuki), Shinzō Kōroki (77. Yōsuke Ideguchi) Cheftrainer: Makoto Teguramori | Andreas Linde – Pa Konate, Alexander Milošević, Jacob Une Larsson, Adam Lundqvist – Alexander Fransson (46. Muamer Tanković), Simon Tibbling – Robin Quaison (72. Ken Sema), Abdul Khalili – Mikael Ishak (83. Valmir Berisha), Astrit Ajdarević Cheftrainer: Håkan Ericson | Schweden |
| Japan                                                                                           | 1:0 Yajima (65.) | | Schweden |
| Japan                                                                                           | Alexander Milošević (26.) | | Schweden |
| Mi., 10. August 2016 um 19:00 Uhr (Do., 00:00 Uhr MESZ) in Salvador de Bahia (Arena Fonte Nova) | | |          |
| Zuschauer: 17.821                                                                               | | |          |
| Schiedsrichter: Malang Diedhiou ( Senegal)                                                      | | |          |
| Spielbericht                                                                                    | | |          |

#### Kolumbien – Nigeria 2:0 (1:0)
| Kolumbien                                                                                 | Kolumbien | Nigeria | Nigeria |
| ----------------------------------------------------------------------------------------- | --- | --- | ------- |
| Kolumbien                                                                                 | \| Mi., 10. August 2016 um 19:00 Uhr (Do., 00:00 Uhr MESZ) in São Paulo (Arena de São Paulo) \| \| Zuschauer: 36.702 \| \| Schiedsrichter: César Arturo Ramos ( Mexiko) \| \| Spielbericht \|                                                                                         | \| Mi., 10. August 2016 um 19:00 Uhr (Do., 00:00 Uhr MESZ) in São Paulo (Arena de São Paulo) \| \| Zuschauer: 36.702 \| \| Schiedsrichter: César Arturo Ramos ( Mexiko) \| \| Spielbericht \|                                                                            | Nigeria |
| Kolumbien                                                                                 | Cristian Bonilla – Cristian Borja, William Tesillo, Deivy Balanta, Helibelton Palacios – Wílmar Barrios (78. Sebastián Pérez), Kevin Balanta (72. Jefferson Lerma) – Dorlan Pabón (86. Deiver Machado), Teófilo Gutiérrez , Andrés Roa – Harold Preciado Cheftrainer: Carlos Restrepo | Daniel Akpeyi – Kingsley Madu (80. Stanley Amuzie), Seth Sincere, William Troost-Ekong, Ndifreke Udo – Okechukwu Azubuike, Popoola Sodiq (70. Imoh Ezekiel) – Oghenekaro Etebo, John Obi Mikel , Aminu Umar (70. Usman Muhammed) – Umar Sadiq Cheftrainer: Samson Siasia | Nigeria |
| Kolumbien                                                                                 | 1:0 Gutiérrez (4.) 2:0 Pabón (65., Foulelfmeter) | | Nigeria |
| Kolumbien                                                                                 | K. Balanta (70.) | Troost-Ekong (43.), Azubuike (52.), Akpeyi (62.) | Nigeria |
| Mi., 10. August 2016 um 19:00 Uhr (Do., 00:00 Uhr MESZ) in São Paulo (Arena de São Paulo) | | |         |
| Zuschauer: 36.702                                                                         | | |         |
| Schiedsrichter: César Arturo Ramos ( Mexiko)                                              | | |         |
| Spielbericht                                                                              | | |         |

### Gruppe C

#### Mexiko – Deutschland 2:2 (0:0)
| Mexiko                                                                                    | Mexiko | Deutschland | Deutschland |
| ----------------------------------------------------------------------------------------- | --- | --- | ----------- |
| Mexiko                                                                                    | \| Do., 4. August 2016 um 17:00 Uhr (22:00 Uhr MESZ) in Salvador de Bahia (Arena Fonte Nova) \| \| Zuschauer: 19.000 \| \| Schiedsrichter: Alireza Faghani ( Iran) \| \| Spielbericht \|                                                                            | \| Do., 4. August 2016 um 17:00 Uhr (22:00 Uhr MESZ) in Salvador de Bahia (Arena Fonte Nova) \| \| Zuschauer: 19.000 \| \| Schiedsrichter: Alireza Faghani ( Iran) \| \| Spielbericht \|                                                                | Deutschland |
| Mexiko                                                                                    | Alfredo Talavera – Jorge Torres, César Montes, Carlos Salcedo, José Abella – Michael Pérez, Erick Gutiérrez – Hirving Lozano (83. Víctor Guzmán), Rodolfo Pizarro (81. Carlos Cisneros) – Oribe Peralta (74. Érick Torres), Marco Bueno Cheftrainer: Raúl Gutiérrez | Timo Horn – Lukas Klostermann, Niklas Süle, Matthias Ginter, Jeremy Toljan – Lars Bender, Sven Bender – Max Meyer (89. Max Christiansen), Leon Goretzka (28. Serge Gnabry), Julian Brandt – Davie Selke (84. Nils Petersen) Cheftrainer: Horst Hrubesch | Deutschland |
| Mexiko                                                                                    | 1:0 Peralta (52.) 2:1 Pizarro (61.) | 1:1 Gnabry (58.) 2:2 Ginter (79.) | Deutschland |
| Mexiko                                                                                    | L. Bender (25.) | | Deutschland |
| Do., 4. August 2016 um 17:00 Uhr (22:00 Uhr MESZ) in Salvador de Bahia (Arena Fonte Nova) | | |             |
| Zuschauer: 19.000                                                                         | | |             |
| Schiedsrichter: Alireza Faghani ( Iran)                                                   | | |             |
| Spielbericht                                                                              | | |             |

#### Fidschi – Südkorea 0:8 (0:1)
| Fidschi                                                                                        | Fidschi | Südkorea | Südkorea |
| ---------------------------------------------------------------------------------------------- | --- | --- | -------- |
| Fidschi                                                                                        | \| Do., 4. August 2016 um 20:00 Uhr (Fr., 01:00 Uhr MESZ) in Salvador de Bahia (Arena Fonte Nova) \| \| Zuschauer: 16.000 \| \| Schiedsrichter: Malang Diedhiou ( Senegal) \| \| Spielbericht \|                                                                 | \| Do., 4. August 2016 um 20:00 Uhr (Fr., 01:00 Uhr MESZ) in Salvador de Bahia (Arena Fonte Nova) \| \| Zuschauer: 16.000 \| \| Schiedsrichter: Malang Diedhiou ( Senegal) \| \| Spielbericht \|                                                              | Südkorea |
| Fidschi                                                                                        | Simione Tamanisau – Alvin Singh, Filipe Baravilala (67. Anish Khem), Jale Dreloa, Praneel Naidu – Ratu Waranaivalu (79. Ratu Nakalevu), Nickel Chand, Antonio Tuivuna – Iosefo Verevou, Roy Krishna , Setareki Hughes (67. Saula Waga) Cheftrainer: Frank Farina | Gu Sung-yun – Jang Hyeon-su , Choi Kyu-baek, Lee Seul-chan, Shim Sang-min – Lee Chang-min (80. Kim Min-tae), Mun Chang-jin, Ryu Seung-uh, Kwon Chang-hun (70. Son Heung-min), Jung Seung-hyeon – Hwang Hee-chan (69. Suk Hyun-jun) Cheftrainer: Shin Tae-yong | Südkorea |
| Fidschi                                                                                        | 0:1 Ryu (32.) 0:2 Kwon (62.) 0:3 Kwon (63.) 0:4 Ryu (64.) 0:5 Son (72. Foulelfmeter) 0:6 Suk (77.) 0:7 Suk (90.) 0:8 Ryu (90.+3') | | Südkorea |
| Fidschi                                                                                        | Dreloa (71.) | Choi (3.) | Südkorea |
| Fidschi                                                                                        | Tamanisau hält Elfmeter von Mun (39.) | | Südkorea |
| Do., 4. August 2016 um 20:00 Uhr (Fr., 01:00 Uhr MESZ) in Salvador de Bahia (Arena Fonte Nova) | | |          |
| Zuschauer: 16.000                                                                              | | |          |
| Schiedsrichter: Malang Diedhiou ( Senegal)                                                     | | |          |
| Spielbericht                                                                                   | | |          |

#### Fidschi – Mexiko 1:5 (1:0)
| Fidschi                                                                                   | Fidschi | Mexiko | Mexiko |
| ----------------------------------------------------------------------------------------- | --- | --- | ------ |
| Fidschi                                                                                   | \| So., 7. August 2016 um 13:00 Uhr (18:00 Uhr MESZ) in Salvador de Bahia (Arena Fonte Nova) \| \| Zuschauer: 11.200 \| \| Schiedsrichter: Gehad Grisha ( Ägypten) \| \| Spielbericht \|                                                                               | \| So., 7. August 2016 um 13:00 Uhr (18:00 Uhr MESZ) in Salvador de Bahia (Arena Fonte Nova) \| \| Zuschauer: 11.200 \| \| Schiedsrichter: Gehad Grisha ( Ägypten) \| \| Spielbericht \|                                                                                | Mexiko |
| Fidschi                                                                                   | Simione Tamanisau – Praneel Naidu, Jale Dreloa, Antonio Tuivuna (81. Filipe Baravilala), Alvin Singh – Anish Khem, Nickel Chand – Setareki Hughes (70. Samuela Nabenia), Ratu Nakalevu (61. Ratu Waranaivalu) – Roy Krishna , Iosefo Verevou Cheftrainer: Frank Farina | Alfredo Talavera – Jorge Torres, César Montes (71. Érick Aguirre), Carlos Salcedo, José Abella – Michael Pérez, Erick Gutiérrez – Hirving Lozano (46. Arturo González), Rodolfo Pizarro (35. Carlos Cisneros) – Oribe Peralta , Marco Bueno Cheftrainer: Raúl Gutiérrez | Mexiko |
| Fidschi                                                                                   | 1:0 Krishna (10.) | 1:1 Gutiérrez (48.) 1:2 Gutiérrez (55.) 1:3 Gutiérrez (58.) 1:4 Salcedo (67.) 1:5 Gutiérrez (73.) | Mexiko |
| Fidschi                                                                                   | Nakalevu (35.), Khem (70.) | Abella (90.) | Mexiko |
| So., 7. August 2016 um 13:00 Uhr (18:00 Uhr MESZ) in Salvador de Bahia (Arena Fonte Nova) | | |        |
| Zuschauer: 11.200                                                                         | | |        |
| Schiedsrichter: Gehad Grisha ( Ägypten)                                                   | | |        |
| Spielbericht                                                                              | | |        |

#### Deutschland – Südkorea 3:3 (1:1)
| Deutschland                                                                               | Deutschland | Südkorea | Südkorea |
| ----------------------------------------------------------------------------------------- | --- | --- | -------- |
| Deutschland                                                                               | \| So., 7. August 2016 um 16:00 Uhr (21:00 Uhr MESZ) in Salvador de Bahia (Arena Fonte Nova) \| \| Zuschauer: 17.121 \| \| Schiedsrichter: Néstor Pitana ( Argentinien) \| \| Spielbericht \| | \| So., 7. August 2016 um 16:00 Uhr (21:00 Uhr MESZ) in Salvador de Bahia (Arena Fonte Nova) \| \| Zuschauer: 17.121 \| \| Schiedsrichter: Néstor Pitana ( Argentinien) \| \| Spielbericht \|                                                                   | Südkorea |
| Deutschland                                                                               | Timo Horn – Lukas Klostermann, Niklas Süle, Jeremy Toljan – Lars Bender, Sven Bender – Serge Gnabry, Max Meyer , Julian Brandt – Davie Selke (83. Nils Petersen) Cheftrainer: Horst Hrubesch  | Kim Dong-jun – Shim Sang-min, Choi Kyu-baek (46. Lee Chan-dong), Jung Seung-hyeon, Lee Seul-chan – Park Yong-uh, Jang Hyeon-su – Son Heung-min, Mun Chang-jin (75. Suk Hyun-jun), Kwon Chang-hun (82. Ryu Seung-uh) – Hwang Hee-chan Cheftrainer: Shin Tae-yong | Südkorea |
| Deutschland                                                                               | 1:1 Gnabry (33.) 2:1 Selke (55.) 3:3 Gnabry (90.) | 0:1 Hwang (25.) 2:2 Son (57.) 2:3 Suk (86.) | Südkorea |
| Deutschland                                                                               | Süle (88.) | | Südkorea |
| So., 7. August 2016 um 16:00 Uhr (21:00 Uhr MESZ) in Salvador de Bahia (Arena Fonte Nova) | | |          |
| Zuschauer: 17.121                                                                         | | |          |
| Schiedsrichter: Néstor Pitana ( Argentinien)                                              | | |          |
| Spielbericht                                                                              | | |          |

#### Deutschland – Fidschi 10:0 (6:0)
| Deutschland                                                                     | Deutschland | Fidschi | Fidschi |
| ------------------------------------------------------------------------------- | --- | --- | ------- |
| Deutschland                                                                     | \| Mi., 10. August 2016 um 16:00 Uhr (21:00 Uhr MESZ) in Belo Horizonte (Mineirão) \| \| Zuschauer: 16.521 \| \| Schiedsrichter: Fahad al-Mirdasi ( Saudi-Arabien) \| \| Spielbericht \|                                                               | \| Mi., 10. August 2016 um 16:00 Uhr (21:00 Uhr MESZ) in Belo Horizonte (Mineirão) \| \| Zuschauer: 16.521 \| \| Schiedsrichter: Fahad al-Mirdasi ( Saudi-Arabien) \| \| Spielbericht \|                                                                                 | Fidschi |
| Deutschland                                                                     | Timo Horn – Lukas Klostermann (46. Robert Bauer), Sven Bender, Niklas Süle, Jeremy Toljan (46. Philipp Max) – Lars Bender, Max Christiansen (67. Grischa Prömel) – Serge Gnabry, Max Meyer , Julian Brandt – Nils Petersen Cheftrainer: Horst Hrubesch | Simione Tamanisau – Praneel Naidu, Jale Dreloa, Alvin Singh, Anish Khem (67. Samuela Nabenia) – Ratu Nakalevu (46. Filipe Baravilala), Nickel Chand – Roy Krishna , Ratu Waranaivalu, Setareki Hughes – Iosefo Verevou (67. Joseph Turagabeci) Cheftrainer: Frank Farina | Fidschi |
| Deutschland                                                                     | 1:0 Gnabry (8.) 2:0 Petersen (14.) 3:0 Meyer (30.) 4:0 Petersen (33.) 5:0 Petersen (40.) 6:0 Gnabry (45.) 7:0 Meyer (49.) 8:0 Meyer (52.) 9:0 Petersen (63.) 10:0 Petersen (70.)                                                                       | | Fidschi |
| Deutschland                                                                     | Tamanisau (57.), Singh (62.), Hughes (73.) | | Fidschi |
| Deutschland                                                                     | Tamanisau hält Elfmeter von Meyer (58.) | | Fidschi |
| Mi., 10. August 2016 um 16:00 Uhr (21:00 Uhr MESZ) in Belo Horizonte (Mineirão) | | |         |
| Zuschauer: 16.521                                                               | | |         |
| Schiedsrichter: Fahad al-Mirdasi ( Saudi-Arabien)                               | | |         |
| Spielbericht                                                                    | | |         |

#### Südkorea – Mexiko 1:0 (0:0)
| Südkorea                                                                          | Südkorea | Mexiko | Mexiko |
| --------------------------------------------------------------------------------- | --- | --- | ------ |
| Südkorea                                                                          | \| Mi., 10. August 2016 um 16:00 Uhr (21:00 Uhr MESZ) in Brasília (Estádio Nacional) \| \| Zuschauer: 19.332 \| \| Schiedsrichter: Clément Turpin ( Frankreich) \| \| Spielbericht \|                                                                            | \| Mi., 10. August 2016 um 16:00 Uhr (21:00 Uhr MESZ) in Brasília (Estádio Nacional) \| \| Zuschauer: 19.332 \| \| Schiedsrichter: Clément Turpin ( Frankreich) \| \| Spielbericht \|                                                                             | Mexiko |
| Südkorea                                                                          | Gu Sung-yun – Shim Sang-min, Jang Hyeon-su , Jung Seung-hyeon, Lee Seul-chan – Park Yong-uh, Lee Chang-min (55. Lee Chan-dong) – Ryu Seung-uh (71. Suk Hyun-jun), Kwon Chang-hun (90.+2' Kim Min-tae), Son Heung-min – Hwang Hee-chan Cheftrainer: Shin Tae-yong | Alfredo Talavera – Jorge Torres (80. Carlos Fierro), César Montes, Carlos Salcedo, Érick Aguirre – Arturo González (51. Hirving Lozano), Michael Pérez, Erick Gutiérrez, Carlos Cisneros – Érick Torres, Marco Bueno (69. Raúl López) Cheftrainer: Raúl Gutiérrez | Mexiko |
| Südkorea                                                                          | 1:0 Kwon (77.) | | Mexiko |
| Südkorea                                                                          | S. Lee (61.), C. Lee (68.), Gu (83.), Hwang (90.+4') | Lozano (72.), Salcedo (90.) | Mexiko |
| Südkorea                                                                          | Lozano (90.+4') | | Mexiko |
| Mi., 10. August 2016 um 16:00 Uhr (21:00 Uhr MESZ) in Brasília (Estádio Nacional) | | |        |
| Zuschauer: 19.332                                                                 | | |        |
| Schiedsrichter: Clément Turpin ( Frankreich)                                      | | |        |
| Spielbericht                                                                      | | |        |

### Gruppe D

#### Honduras – Algerien 3:2 (2:0)
| Honduras                                                                             | Honduras | Algerien | Algerien |
| ------------------------------------------------------------------------------------ | --- | --- | -------- |
| Honduras                                                                             | \| Do., 4. August 2016 um 15:00 Uhr (20:00 Uhr MESZ) in Rio de Janeiro (Olympiastadion) \| \| Zuschauer: 20.000 \| \| Schiedsrichter: Sandro Ricci ( Brasilien) \| \| Spielbericht \|                                                                               | \| Do., 4. August 2016 um 15:00 Uhr (20:00 Uhr MESZ) in Rio de Janeiro (Olympiastadion) \| \| Zuschauer: 20.000 \| \| Schiedsrichter: Sandro Ricci ( Brasilien) \| \| Spielbericht \| | Algerien |
| Honduras                                                                             | Luis López – Brayan García, Johnny Palacios, Allans Vargas, Marcelo Pereira, Kevin Álvarez – Allan Banegas (78. Marcelo Espinal), Romell Quioto – Bryan Acosta (86. Jhonatan Paz) – Alberth Elis (67. Johw Benavídez), Anthony Lozano Cheftrainer: Jorge Luis Pinto | Farid Chaâl – Houari Ferhani, Ryad Keniche (30. Ayoub Abdellaoui), Abdelghani Demmou, Abderaouf Benguit – Sofiane Bendebka, Rachid Aït-Atmane (71. Oussama Darfalou) – Haris Belkebla – Zakaria Haddouche, Baghdad Bounedjah, Mohamed Benkablia (60. Abderrahmane Meziane) Cheftrainer: Pierre-André Schürmann | Algerien |
| Honduras                                                                             | 1:0 Quioto (13.) 2:0 Pereira (33.) 3:1 Lozano (79.) | 2:1 Bendebka (68.) Bounedjah (85.) | Algerien |
| Honduras                                                                             | Palacios (88.) | Bounedjah (58.), Demmou (74.), Meziane (76.), Belkebla (90.) | Algerien |
| Do., 4. August 2016 um 15:00 Uhr (20:00 Uhr MESZ) in Rio de Janeiro (Olympiastadion) | | |          |
| Zuschauer: 20.000                                                                    | | |          |
| Schiedsrichter: Sandro Ricci ( Brasilien)                                            | | |          |
| Spielbericht                                                                         | | |          |

#### Portugal – Argentinien 2:0 (0:0)
| Portugal                                                                             | Portugal | Argentinien | Argentinien |
| ------------------------------------------------------------------------------------ | --- | --- | ----------- |
| Portugal                                                                             | \| Do., 4. August 2016 um 18:00 Uhr (23:00 Uhr MESZ) in Rio de Janeiro (Olympiastadion) \| \| Zuschauer: 37.407 \| \| Schiedsrichter: Walter López ( Guatemala) \| \| Spielbericht \|                                                     | \| Do., 4. August 2016 um 18:00 Uhr (23:00 Uhr MESZ) in Rio de Janeiro (Olympiastadion) \| \| Zuschauer: 37.407 \| \| Schiedsrichter: Walter López ( Guatemala) \| \| Spielbericht \| | Argentinien |
| Portugal                                                                             | Bruno Varela – Ricardo Esgaio , Tobias Figueiredo, Edgar Ié – Bruno Fernandes, Tomás Podstawski, Sérgio Oliveira (71. Pité) – André Martins (76. Tiago Silva) – Gonçalo Paciência (81. Tiago Ilori), Salvador Agra Cheftrainer: Rui Jorge | Gerónimo Rulli – Alexis Soto, Víctor Cuesta , Lautaro Gianetti, Lisandro Magallán (64. Cristian Pavón) – Mauricio Martínez, Santiago Ascacíbar – Cristian Espinoza (72. Giovani Lo Celso), Ángel Correa (79. Giovanni Simeone), José Luis Gómez – Jonathan Calleri Cheftrainer: Julio Olarticoechea | Argentinien |
| Portugal                                                                             | 1:0 Paciência (66.) 2:1 Pité (84.) | | Argentinien |
| Portugal                                                                             | Figueiredo (32.), Oliveira (77.) | Gianetti (2.), Magallán (56.) | Argentinien |
| Do., 4. August 2016 um 18:00 Uhr (23:00 Uhr MESZ) in Rio de Janeiro (Olympiastadion) | | |             |
| Zuschauer: 37.407                                                                    | | |             |
| Schiedsrichter: Walter López ( Guatemala)                                            | | |             |
| Spielbericht                                                                         | | |             |

#### Honduras – Portugal 1:2 (1:2)
| Honduras                                                                             | Honduras | Portugal | Portugal |
| ------------------------------------------------------------------------------------ | --- | --- | -------- |
| Honduras                                                                             | \| So., 7. August 2016 um 15:00 Uhr (20:00 Uhr MESZ) in Rio de Janeiro (Olympiastadion) \| \| Zuschauer: 32.928 \| \| Schiedsrichter: Roddy Zambrano ( Ecuador) \| \| Spielbericht \|                                                          | \| So., 7. August 2016 um 15:00 Uhr (20:00 Uhr MESZ) in Rio de Janeiro (Olympiastadion) \| \| Zuschauer: 32.928 \| \| Schiedsrichter: Roddy Zambrano ( Ecuador) \| \| Spielbericht \|                                                                       | Portugal |
| Honduras                                                                             | Luis López – Brayan García, Allans Vargas, Marcelo Pereira, Johnny Palacios, Brayan Ramírez (46. Óscar Salas) – Bryan Acosta , Allan Banegas (69. Jhow Benavídez) – Romell Quioto, Alberth Elis – Anthony Lozano Cheftrainer: Jorge Luis Pinto | Bruno Varela – Ricardo Esgaio , Tobias Figueiredo, Edgar Ié, Fernando Fonseca – Bruno Fernandes, Tomás Podstawski, Sérgio Oliveira (74. Chico Ramos) – André Martins – Gonçalo Paciência (69. Pité), Salvador Agra (59. Carlos Mané) Cheftrainer: Rui Jorge | Portugal |
| Honduras                                                                             | 1:0 Elis (1.) | 1:1 Figueiredo (21.) 1:2 Paciência (36.) | Portugal |
| Honduras                                                                             | Ramírez (40.), Palacios (47.) | Oliveira (9.), Figueiredo (42.) | Portugal |
| So., 7. August 2016 um 15:00 Uhr (20:00 Uhr MESZ) in Rio de Janeiro (Olympiastadion) | | |          |
| Zuschauer: 32.928                                                                    | | |          |
| Schiedsrichter: Roddy Zambrano ( Ecuador)                                            | | |          |
| Spielbericht                                                                         | | |          |

#### Argentinien – Algerien 2:1 (0:0)
| Argentinien                                                                          | Argentinien | Algerien | Algerien |
| ------------------------------------------------------------------------------------ | --- | --- | -------- |
| Argentinien                                                                          | \| So., 7. August 2016 um 18:00 Uhr (23:00 Uhr MESZ) in Rio de Janeiro (Olympiastadion) \| \| Zuschauer: 37.450 \| \| Schiedsrichter: Cüneyt Çakır ( Türkei) \| \| Spielbericht \| | \| So., 7. August 2016 um 18:00 Uhr (23:00 Uhr MESZ) in Rio de Janeiro (Olympiastadion) \| \| Zuschauer: 37.450 \| \| Schiedsrichter: Cüneyt Çakır ( Türkei) \| \| Spielbericht \| | Algerien |
| Argentinien                                                                          | Gerónimo Rulli – Alexis Soto, Víctor Cuesta , Lautaro Gianetti, José Luis Gómez – Mauricio Martínez, Santiago Ascacíbar – Ángel Correa (83. Giovanni Simeone), Giovani Lo Celso (73. Lucas Romero), Cristian Pavón (87. Cristian Espinoza) – Jonathan Calleri Cheftrainer: Julio Olarticoechea | Farid Chaâl – Houari Ferhani, Ayoub Abdellaoui, Abdelghani Demmou , Abderaouf Benguit – Sofiane Bendebka, Rachid Aït-Atmane – Haris Belkebla – Zakaria Haddouche (55. Abderrahmane Meziane), Baghdad Bounedjah, Mohamed Benkablia (81. Oussama Darfalou) Cheftrainer: Pierre-André Schürmann | Algerien |
| Argentinien                                                                          | 1:0 Correa (47.) 2:1 Calleri (70.) | 1:1 Bendebka (64.) | Algerien |
| Argentinien                                                                          | Correa (26.), Cuesta (38.) | Belkebla (38.), Haddouche (39.), Benkablia (45.), Abdellaoui (48.), Demmou (53.), Benkhemassa (90.+3') | Algerien |
| Argentinien                                                                          | Cuesta (45.+3') | Abdellaoui (67.) | Algerien |
| So., 7. August 2016 um 18:00 Uhr (23:00 Uhr MESZ) in Rio de Janeiro (Olympiastadion) | | |          |
| Zuschauer: 37.450                                                                    | | |          |
| Schiedsrichter: Cüneyt Çakır ( Türkei)                                               | | |          |
| Spielbericht                                                                         | | |          |

#### Algerien – Portugal 1:1 (1:1)
| Algerien                                                                        | Algerien | Portugal | Portugal |
| ------------------------------------------------------------------------------- | --- | --- | -------- |
| Algerien                                                                        | \| Mi., 10. August 2016 um 13:00 Uhr (18:00 Uhr MESZ) in Belo Horizonte (Mineirão) \| \| Zuschauer: 13.787 \| \| Schiedsrichter: Matthew Conger ( Neuseeland) \| \| Spielbericht \|                                                                                      | \| Mi., 10. August 2016 um 13:00 Uhr (18:00 Uhr MESZ) in Belo Horizonte (Mineirão) \| \| Zuschauer: 13.787 \| \| Schiedsrichter: Matthew Conger ( Neuseeland) \| \| Spielbericht \|                                                             | Portugal |
| Algerien                                                                        | Oussama Methazem – Houari Ferhani, Miloud Rebiai, Sofiane Bendebka , Abderaouf Benguit – Zakaria Draoui, Mohamed Benkhemassa – Abderrahmane Meziane, Mohamed Benkablia (85. Zakaria Haddouche) – Ousamma Darfalou, Baghdad Bounedjah Cheftrainer: Pierre-André Schürmann | Bruno Varela – Paulo Henrique, Tiago Ilori, Edgar Ié, Ricardo Esgaio (46. Fernando Fonseca) – Pité, Tomás Podstawski (71. André Martins), Chico Ramos – Tiago Silva – Gonçalo Paciência (62. Salvador Agra), Carlos Mané Cheftrainer: Rui Jorge | Portugal |
| Algerien                                                                        | 1:1 Benkablia (30.) | 0:1 Paciência (25. Foulelfmeter) | Portugal |
| Algerien                                                                        | Bounedjah (23.), Methazem (23.), Benkhemassa (35.) | Esgaio (18.), Ramos (58.) | Portugal |
| Mi., 10. August 2016 um 13:00 Uhr (18:00 Uhr MESZ) in Belo Horizonte (Mineirão) | | |          |
| Zuschauer: 13.787                                                               | | |          |
| Schiedsrichter: Matthew Conger ( Neuseeland)                                    | | |          |
| Spielbericht                                                                    | | |          |

#### Argentinien – Honduras 1:1 (0:0)
| Argentinien                                                                       | Argentinien | Honduras | Honduras |
| --------------------------------------------------------------------------------- | --- | --- | -------- |
| Argentinien                                                                       | \| Mi., 10. August 2016 um 13:00 Uhr (18:00 Uhr MESZ) in Brasília (Estádio Nacional) \| \| Zuschauer: 16.029 \| \| Schiedsrichter: Antonio Mateu Lahoz ( Spanien) \| \| Spielbericht \|                                                                                   | \| Mi., 10. August 2016 um 13:00 Uhr (18:00 Uhr MESZ) in Brasília (Estádio Nacional) \| \| Zuschauer: 16.029 \| \| Schiedsrichter: Antonio Mateu Lahoz ( Spanien) \| \| Spielbericht \|                                                                            | Honduras |
| Argentinien                                                                       | Gerónimo Rulli – Alexis Soto (81. Cristian Espinoza), Leandro Vega, Lautaro Gianetti, José Luis Gómez – Mauricio Martínez, Santiago Ascacíbar – Ángel Correa, Giovani Lo Celso (70. Giovanni Simeone), Cristian Pavón – Jonathan Calleri Cheftrainer: Julio Olarticoechea | Luis López – Brayan García, Allans Vargas, Marcelo Pereira, Johnatan Paz, Brayan Ramírez (87. Kevin Álvarez) – Allan Banegas (62. Marcelo Espinal), Romell Quioto (81. Johw Benavídez) – Bryan Acosta – Anthony Lozano, Alberth Elis Cheftrainer: Jorge Luis Pinto | Honduras |
| Argentinien                                                                       | 1:1 Martínez (90.+3') | 0:1 Lozano (75.) | Honduras |
| Argentinien                                                                       | Vega (23.), Correa (45.+2'), Ascacíbar (45.+2'), Rulli (45.+5'), Gianetti (72.) | Acosta (16.), Paz (27.), Pereira (54.), Lozano (85.) | Honduras |
| Argentinien                                                                       | Rulli hält Elfmeter von Acosta (45.+6') | López hält Elfmeter von Correa (55.) | Honduras |
| Mi., 10. August 2016 um 13:00 Uhr (18:00 Uhr MESZ) in Brasília (Estádio Nacional) | | |          |
| Zuschauer: 16.029                                                                 | | |          |
| Schiedsrichter: Antonio Mateu Lahoz ( Spanien)                                    | | |          |
| Spielbericht                                                                      | | |          |

## Viertelfinale

### Portugal – Deutschland 0:4 (0:1)
| Portugal                                                                          | Portugal | Deutschland | Deutschland |
| --------------------------------------------------------------------------------- | --- | --- | ----------- |
| Portugal                                                                          | \| Sa., 13. August 2016 um 13:00 Uhr (18:00 Uhr MESZ) in Brasília (Estádio Nacional) \| \| Zuschauer: 55.412 \| \| Schiedsrichter: Walter López ( Guatemala) \| \| Spielbericht \|                                                                                | \| Sa., 13. August 2016 um 13:00 Uhr (18:00 Uhr MESZ) in Brasília (Estádio Nacional) \| \| Zuschauer: 55.412 \| \| Schiedsrichter: Walter López ( Guatemala) \| \| Spielbericht \|                                                                   | Deutschland |
| Portugal                                                                          | Bruno Varela – Fernando Fonseca, Tobias Figueiredo, Edgar Ié, Ricardo Esgaio – Sérgio Oliveira (39. Chico Ramos (61. Tiago Silva)), Tomás Podstawski, André Martins (58. Gonçalo Paciência) – Bruno Fernandes – Salvador Agra, Carlos Mané Cheftrainer: Rui Jorge | Timo Horn – Lukas Klostermann, Niklas Süle, Matthias Ginter, Jeremy Toljan – Sven Bender – Serge Gnabry (82. Philipp Max), Max Meyer , Lars Bender (72. Grischa Prömel), Julian Brandt – Davie Selke (78. Nils Petersen) Cheftrainer: Horst Hrubesch | Deutschland |
| Portugal                                                                          | 0:1 Gnabry (45.+1') 0:2 Ginter (57.) 0:3 Selke (75.) 0:4 Max (87.) | | Deutschland |
| Portugal                                                                          | S. Bender (47.), Meyer (49.) | | Deutschland |
| Sa., 13. August 2016 um 13:00 Uhr (18:00 Uhr MESZ) in Brasília (Estádio Nacional) | | |             |
| Zuschauer: 55.412                                                                 | | |             |
| Schiedsrichter: Walter López ( Guatemala)                                         | | |             |
| Spielbericht                                                                      | | |             |

### Nigeria – Dänemark 2:0 (1:0)
| Nigeria                                                                                    | Nigeria | Dänemark | Dänemark |
| ------------------------------------------------------------------------------------------ | --- | --- | -------- |
| Nigeria                                                                                    | \| Sa., 13. August 2016 um 16:00 Uhr (21:00 Uhr MESZ) in Salvador de Bahia (Arena Fonte Nova) \| \| Zuschauer: 30.307 \| \| Schiedsrichter: Sandro Ricci ( Brasilien) \| \| Spielbericht \|                                                                              | \| Sa., 13. August 2016 um 16:00 Uhr (21:00 Uhr MESZ) in Salvador de Bahia (Arena Fonte Nova) \| \| Zuschauer: 30.307 \| \| Schiedsrichter: Sandro Ricci ( Brasilien) \| \| Spielbericht \|                                                                         | Dänemark |
| Nigeria                                                                                    | Emmanuel Daniel – Stanley Amuzie, Seth Sincere, William Troost-Ekong, Abdullahi Shehu – Okechukwu Azubuike (85. Ndifreke Udo), Usman Muhammed – Aminu Umar, John Obi Mikel , Imoh Ezekiel (90. Popoola Sodiq) – Umar Sadiq (85. Junior Ajayi) Cheftrainer: Samson Siasia | Jeppe Højbjerg – Jakob Blåbjerg, Eddi Gomes, Pascal Gregor, Mikkel Desler (71. Kasper Larsen) – Jens Jønsson, Andreas Maxsø – Jacob Bruun Larsen (71. Emil Larsen), Casper Nielsen, Frederik Børsting (54. Robert Skov) – Lasse Vibe Cheftrainer: Niels Frederiksen | Dänemark |
| Nigeria                                                                                    | 1:0 Mikel (15.) 2:0 Umar (59.) | | Dänemark |
| Nigeria                                                                                    | Mohammed (31.), Sincere (44.), Mikel (69.), Azubuike (80.) | | Dänemark |
| Sa., 13. August 2016 um 16:00 Uhr (21:00 Uhr MESZ) in Salvador de Bahia (Arena Fonte Nova) | | |          |
| Zuschauer: 30.307                                                                          | | |          |
| Schiedsrichter: Sandro Ricci ( Brasilien)                                                  | | |          |
| Spielbericht                                                                               | | |          |

### Südkorea – Honduras 0:1 (0:0)
| Südkorea                                                                             | Südkorea | Honduras | Honduras |
| ------------------------------------------------------------------------------------ | --- | --- | -------- |
| Südkorea                                                                             | \| Sa., 13. August 2016 um 19:00 Uhr (So., 00:00 Uhr MESZ) in Belo Horizonte (Mineirão) \| \| Zuschauer: 36.704 \| \| Schiedsrichter: Gehad Grisha ( Ägypten) \| \| Spielbericht \|                                                        | \| Sa., 13. August 2016 um 19:00 Uhr (So., 00:00 Uhr MESZ) in Belo Horizonte (Mineirão) \| \| Zuschauer: 36.704 \| \| Schiedsrichter: Gehad Grisha ( Ägypten) \| \| Spielbericht \|                                                                                    | Honduras |
| Südkorea                                                                             | Gu Sung-yun – Shim Sang-min, Jang Hyeon-su , Jung Seung-hyeon, Lee Seul-chan, Park Yong-uh – Ryu Seung-uh (87. Choi Kyu-baek), Mun Chang-jin (68. Suk Hyun-jun), Kwon Chang-hun, Son Heung-min – Hwang Hee-chan Cheftrainer: Shin Tae-yong | Luis López – Brayan García, Allans Vargas, Marcelo Pereira, Johnny Palacios, Kevin Álvarez – Bryan Acosta (79. Jhonatan Paz), Allan Banegas (65. Marcelo Espinal) – Romell Quioto, Alberth Elis (90.+2' Johw Benavídez) – Anthony Lozano Cheftrainer: Jorge Luis Pinto | Honduras |
| Südkorea                                                                             | 0:1 Elis (60.) | | Honduras |
| Südkorea                                                                             | Lee (45.), Park (72.), Shim (89.) | Palacios (37.), Vargas (53.), López (70.) | Honduras |
| Sa., 13. August 2016 um 19:00 Uhr (So., 00:00 Uhr MESZ) in Belo Horizonte (Mineirão) | | |          |
| Zuschauer: 36.704                                                                    | | |          |
| Schiedsrichter: Gehad Grisha ( Ägypten)                                              | | |          |
| Spielbericht                                                                         | | |          |

### Brasilien – Kolumbien 2:0 (1:0)
| Brasilien                                                                       | Brasilien | Kolumbien | Kolumbien |
| ------------------------------------------------------------------------------- | --- | --- | --------- |
| Brasilien                                                                       | \| Sa., 13. August 2016 um 22:00 Uhr (03:00 Uhr MESZ) in Rio de Janeiro (Maracanã) \| \| Zuschauer: 41.560 \| \| Schiedsrichter: Cüneyt Çakır ( Türkei) \| \| Spielbericht \|                          | \| Sa., 13. August 2016 um 22:00 Uhr (03:00 Uhr MESZ) in Rio de Janeiro (Maracanã) \| \| Zuschauer: 41.560 \| \| Schiedsrichter: Cüneyt Çakır ( Türkei) \| \| Spielbericht \| | Kolumbien |
| Brasilien                                                                       | Wéverton – Douglas Santos, Marquinhos, Rodrigo Caio, Zeca – Walace, Renato Augusto – Neymar , Gabriel Barbosa (67. Thiago Maia) – Gabriel Jesus (89. Rafinha), Luan Vieira Cheftrainer: Rogério Micale | Cristian Bonilla – Cristian Borja, William Tesillo, Deivy Balanta, Helibelton Palacios – Wílmar Barrios (46. Sebastián Pérez), Jefferson Lerma – Andrés Roa (80. Arley Rodríguez), Teófilo Gutiérrez , Dorlan Pabón – Harold Preciado (46. Miguel Boja) Cheftrainer: Carlos Restrepo | Kolumbien |
| Brasilien                                                                       | 1:0 Neymar (12.) 2:0 Luan Viera (83.) | | Kolumbien |
| Brasilien                                                                       | Neymar (40.) | Palacios (10.), Lerma (39.), Barrios (45.), Preciado (45.+3'), Borja (88.), Gutiérrez (90.) | Kolumbien |
| Sa., 13. August 2016 um 22:00 Uhr (03:00 Uhr MESZ) in Rio de Janeiro (Maracanã) | | |           |
| Zuschauer: 41.560                                                               | | |           |
| Schiedsrichter: Cüneyt Çakır ( Türkei)                                          | | |           |
| Spielbericht                                                                    | | |           |

## Halbfinale

### Brasilien – Honduras 6:0 (3:0)
| Brasilien                                                                       | Brasilien | Honduras | Honduras |
| ------------------------------------------------------------------------------- | --- | --- | -------- |
| Brasilien                                                                       | \| Mi., 17. August 2016 um 13:00 Uhr (18:00 Uhr MESZ) in Rio de Janeiro (Maracanã) \| \| Zuschauer: 70.000 \| \| Schiedsrichter: Ovidiu Hațegan ( Rumänien) \| \| Spielbericht \|                                            | \| Mi., 17. August 2016 um 13:00 Uhr (18:00 Uhr MESZ) in Rio de Janeiro (Maracanã) \| \| Zuschauer: 70.000 \| \| Schiedsrichter: Ovidiu Hațegan ( Rumänien) \| \| Spielbericht \|                                                            | Honduras |
| Brasilien                                                                       | Wéverton – Douglas Santos, Marquinhos, Rodrigo Caio (58. Luan Garcia), Zeca – Walace, Renato Augusto (77. Rafinha) – Neymar , Gabriel Barbosa – Gabriel Jesus (68. Felipe Anderson), Luan Vieira Cheftrainer: Rogério Micale | Luis López – Brayan García, Allans Vargas (46. Óscar Salas), Jhonatan Paz, Johnny Palacios, Marcelo Pereira – Bryan Acosta (72. Allan Banegas), Marcelo Espinal – Romell Quioto, Alberth Elis – Anthony Lozano Cheftrainer: Jorge Luis Pinto | Honduras |
| Brasilien                                                                       | 1:0 Neymar (1.) 2:0 Gabriel Jesus (26.) 3:0 Gabriel Jesus (35.) 4:0 Marquinhos (51.) 5:0 Luan Garcia (79.) 6:0 Neymar (90.+1', Foulelfmeter)                                                                                 | | Honduras |
| Brasilien                                                                       | Rodrigo Caio (36) | Acosta (21.), Vargas (23.), Paz (59.), Palacios (62.), Espinal (73.) | Honduras |
| Mi., 17. August 2016 um 13:00 Uhr (18:00 Uhr MESZ) in Rio de Janeiro (Maracanã) | | |          |
| Zuschauer: 70.000                                                               | | |          |
| Schiedsrichter: Ovidiu Hațegan ( Rumänien)                                      | | |          |
| Spielbericht                                                                    | | |          |

### Nigeria – Deutschland 0:2 (0:1)
| Nigeria                                                                              | Nigeria | Deutschland | Deutschland |
| ------------------------------------------------------------------------------------ | --- | --- | ----------- |
| Nigeria                                                                              | \| Mi., 17. August 2016 um 16:00 Uhr (21:00 Uhr MESZ) in São Paulo (Arena de São Paulo) \| \| Zuschauer: 40.000 \| \| Schiedsrichter: Néstor Pitana ( Argentinien) \| \| Spielbericht \|                                                        | \| Mi., 17. August 2016 um 16:00 Uhr (21:00 Uhr MESZ) in São Paulo (Arena de São Paulo) \| \| Zuschauer: 40.000 \| \| Schiedsrichter: Néstor Pitana ( Argentinien) \| \| Spielbericht \|                                                            | Deutschland |
| Nigeria                                                                              | Emmanuel Daniel – Stanley Amuzie, Seth Sincere, William Troost-Ekong, Abdullahi Shehu – Usman Muhammed, Ndifreke Udo (71. Popoola Sodiq) – Aminu Umar, John Obi Mikel , Imoh Ezekiel – Umar Sadiq (64. Junior Ajayi) Cheftrainer: Samson Siasia | Timo Horn – Lukas Klostermann, Niklas Süle, Matthias Ginter, Jeremy Toljan – Sven Bender (76. Grischa Prömel), Lars Bender – Serge Gnabry (77. Philipp Max), Max Meyer (85. Nils Petersen), Julian Brandt – Davie Selke Cheftrainer: Horst Hrubesch | Deutschland |
| Nigeria                                                                              | 0:1 Klostermann (9.) 0:2 Petersen (89.) | | Deutschland |
| Nigeria                                                                              | Udo (19.) | Gnabry (4.), L. Bender (77.), Ginter (80.) | Deutschland |
| Mi., 17. August 2016 um 16:00 Uhr (21:00 Uhr MESZ) in São Paulo (Arena de São Paulo) | | |             |
| Zuschauer: 40.000                                                                    | | |             |
| Schiedsrichter: Néstor Pitana ( Argentinien)                                         | | |             |
| Spielbericht                                                                         | | |             |

## Spiel um Bronze

### Honduras – Nigeria 2:3 (0:1)
| Honduras                                                                        | Honduras | Nigeria | Nigeria |
| ------------------------------------------------------------------------------- | --- | --- | ------- |
| Honduras                                                                        | \| Sa., 20. August 2016 um 13:00 Uhr (18:00 Uhr MESZ) in Belo Horizonte (Mineirão) \| \| Zuschauer: 9.091 \| \| Schiedsrichter: Sandro Ricci ( Brasilien) \| \| Spielbericht \|                                                                               | \| Sa., 20. August 2016 um 13:00 Uhr (18:00 Uhr MESZ) in Belo Horizonte (Mineirão) \| \| Zuschauer: 9.091 \| \| Schiedsrichter: Sandro Ricci ( Brasilien) \| \| Spielbericht \|                                                                                                   | Nigeria |
| Honduras                                                                        | Luis López – Brayan García (46. Choco Lozano), Allans Vargas, Marcelo Pereira, Jhonatan Paz, Kevin Álvarez – Bryan Acosta (62. Jhow Benavídez), Allan Banegas (61. Marcelo Espinal) – Óscar Salas, Alberth Elis – Romell Quioto Cheftrainer: Jorge Luis Pinto | Emmanuel Daniel – Stanley Amuzie, Seth Sincere, William Troost-Ekong, Abdullahi Shehu – Okechukwu Azubuike – Usman Muhammed (90.+2' Saturday Erimuya) – Aminu Umar, John Obi Mikel , Imoh Ezekiel (80. Kingsley Madu) – Umar Sadiq (90. Popoola Sodiq) Cheftrainer: Samson Siasia | Nigeria |
| Honduras                                                                        | 1:3 Lozano (71.) 2:3 Pereira (86.) | 0:1 Sadiq (34.) 0:2 Umar (49.) 0:3 Sadiq (56.) | Nigeria |
| Honduras                                                                        | Azubuike (17.), Sincere (76.) | | Nigeria |
| Sa., 20. August 2016 um 13:00 Uhr (18:00 Uhr MESZ) in Belo Horizonte (Mineirão) | | |         |
| Zuschauer: 9.091                                                                | | |         |
| Schiedsrichter: Sandro Ricci ( Brasilien)                                       | | |         |
| Spielbericht                                                                    | | |         |

## Finale

### Brasilien – Deutschland 1:1 n. V. (1:1, 1:0), 5:4 i. E.
| Brasilien                                                                       | Brasilien | Deutschland | Deutschland |
| ------------------------------------------------------------------------------- | --- | --- | ----------- |
| Brasilien                                                                       | \| Sa., 20. August 2016 um 17:30 Uhr (22:30 Uhr MESZ) in Rio de Janeiro (Maracanã) \| \| Zuschauer: 63.707 \| \| Schiedsrichter: Alireza Faghani ( Iran) \| \| Spielbericht \|                            | \| Sa., 20. August 2016 um 17:30 Uhr (22:30 Uhr MESZ) in Rio de Janeiro (Maracanã) \| \| Zuschauer: 63.707 \| \| Schiedsrichter: Alireza Faghani ( Iran) \| \| Spielbericht \|                                                     | Deutschland |
| Brasilien                                                                       | Wéverton – Douglas Santos, Rodrigo Caio, Marquinhos, Zeca – Neymar , Renato Augusto, Walace – Luan Vieira, Gabriel Barbosa (70. Felipe Anderson), Gabriel Jesus (96. Rafinha) Cheftrainer: Rogério Micale | Timo Horn – Lukas Klostermann, Niklas Süle, Matthias Ginter, Jeremy Toljan – Sven Bender – Serge Gnabry, Max Meyer , Lars Bender (67. Grischa Prömel), Julian Brandt – Davie Selke (76. Nils Petersen) Cheftrainer: Horst Hrubesch | Deutschland |
| Brasilien                                                                       | 1:0 Neymar (27.) | 1:1 Meyer (59.) | Deutschland |
| Brasilien                                                                       | Elfmeterschießen | | Deutschland |
| Brasilien                                                                       | 1:1 Renato Augusto 2:2 Marquinhos 3:3 Rafael Alcántara 4:4 Luan Vieira 5:4 Neymar | 0:1 Ginter 1:2 Gnabry 2:3 Brandt 3:4 Süle Wéverton hält gegen Petersen | Deutschland |
| Brasilien                                                                       | Zeca (31.), Gabriel Barbosa (43.) | Selke (49.), S. Bender (83.), Süle (89.) | Deutschland |
| Brasilien                                                                       | Letztes Länderspiel unter Horst Hrubesch | | Deutschland |
| Sa., 20. August 2016 um 17:30 Uhr (22:30 Uhr MESZ) in Rio de Janeiro (Maracanã) | | |             |
| Zuschauer: 63.707                                                               | | |             |
| Schiedsrichter: Alireza Faghani ( Iran)                                         | | |             |
| Spielbericht                                                                    | | |             |